# Popillia bisignata
Popillia bisignata är en skalbaggsart som beskrevs av Ernst Gustav Kraatz 1899. Popillia bisignata ingår i släktet Popillia och familjen Rutelidae. Inga underarter finns listade i Catalogue of Life.